# Skała Podolska (hromada)
Skała Podolska (ukr. Скала-Подільська селищна громада) – hromada osiedlowa w obwodzie tarnopolskim, w rejonie czortkowskim.
Utworzona została 25 października 2015 roku. Hromada składa się z osiedla miejskiego (Skała Podolska) i 14 wsi: Bereżanka, Burdiakowce, Gusztyn, Gusztynek, Dębówka, Iwanków, Łosiacz, Niwra, Podfilipie, Trójca, Turylcze, Załucze i Zbrzyż.